# José Quiroga Méndez
Pour les articles homonymes, voir Quiroga et Mendez.
José Quiroga Méndez (1707-1784) est un jésuite espagnol missionnaire et explorateur espagnol.

## Biographie
Né à Lugo, il accomplit quelques voyages sur mer lorsqu'il se fait jésuite et missionnaire.
En même temps qu'il prêche l'Évangile en Amérique, il visite, par ordre du roi d'Espagne, les terres magellaniques sur la frégate San Antonio, afin de déterminer les points propres à l'établissement de ports de commerce.
À son retour, il se rend à Rome exposer l'état des missions du Paraguay. Il laisse un bon nombre d'observations manuscrites sur lesquelles est ultérieurement rédigé le Journal de son voyage, qui est imprimé avec l'Histoire du Paraguay de Charlevoix.

## Œuvres
- Relación del viaje a la costa de los Patagones
- Breve noticia del viaje por el río Paraguay (1756)
- Tratado del arte verdadero de navegar (1784)

### Source
- Marie-Nicolas Bouillet  et Alexis Chassang (dir.), « Joseph Quiroga » dans Dictionnaire universel d’histoire et de géographie, 1878 (lire sur Wikisource)